# XXV Nonstop
XXV Nonstop is het tiende studioalbum van de Amerikaanse punkband Sick of It All. Het album werd op 1 november 2011 net zoals het voorgaande studioalbum uitgegeven via het platenlabel Century Media Records. Het album bevat opnieuw opgenomen versies van nummers die al eerder waren uitgegeven en nieuwe nummers. Het is een dubbelalbum en bestaat uit een lp en een cd. De hoes is vrijwel identiek aan de hoes van Sick of It All, de eerste uitgave van de band.

## Nummers
1. "Clobberin' Time" - 1:09
2. "Injustice System!" - 1:53
3. "Sanctuary" - 1:54
4. "Scratch The Surface" - 2:45
5. "Us Vs. Them" - 3:32
6. "The Deal" - 1:16
7. "Just Look Around" - 2:26
8. "Ratpack" - 0:49
9. "World Full Of Hate" - 2:13
10. "Pushed Too Far" - 0:58
11. "GI Joe Headstomp" - 1:29
12. "Never Measure Up" - 1:45
13. "Chip Away" - 2:04
14. "Busted" - 1:44
15. "Locomotive" - 2:23
16. "My Life" - 0:50
17. "Friends Like You" - 1:14
18. "Relentless" - 2:14
19. "No Labels" - 1:08
20. "Built To Last" - 2:08
21. "Clobberin' Time (KRS-One Civilization Mix)" - 2:00

## Band
- Lou Koller - zang
- Pete Koller - gitaar
- Armand Majidi - drums
- Craig Setari - basgitaar